# Plac Klasztorny w Katowicach
Plac Klasztorny − plac w katowickiej dzielnicy Ligota-Panewniki, stanowiący część posesji klasztoru franciszkańskiego przy bazylice św. Ludwika Króla i Wniebowzięcia Najświętszej Maryi Panny. Z placem sąsiaduje ulica Panewnicka.

## Historia
Plac został wytyczony przy okazji budowy zespołu kościelno-klasztornego oo. franciszkanów. W 1905 władze zakonne otrzymały pozwolenie na budowę panewnickiego klasztoru z ministerstwa w Berlinie. Powstająca budowla osiągnęła stan surowy na wiosnę 1907. Teren przyklasztorny od strony Ligoty zniwelowano w 1909, w tym samym roku wykonano bitą drogę do klasztoru − dzisiejsza ulica Panewnicka (w okresie Rzeszy Niemieckiej (do 1922) i w czasie niemieckiej okupacji Polski w latach 1939−1945 Klosterstraße, tzn. Klasztorna).
Centralną część placu zajmuje Pomnik Świętej Jadwigi, patronki Śląska i prowincji zakonnej, z której wywodzili się franciszkanie organizujący i zarządzający budową klasztoru w Panewnikach − Prowincja św. Jadwigi Zakonu Braci Mniejszych. Obecnie dom zakonny przy placu Klasztornym jest siedzibą ministra prowincjalnego Prowincji Wniebowzięcia Najświętszej Maryi Panny Zakonu Braci Mniejszych w Katowicach. Autorem postumentu był br. Meinard Wieczorek OFM, zaś autorem rzeźby, wykonanej we Wrocławiu, był Bruno Tschötschel. Uroczystego odsłonięcia i poświęcenia pomnika dokonano 21 lipca 1912. Przed II wojną światową na cokole znajdowały się napisy dedykacyjne w językach: łacińskim, niemieckim i polskim. Obecny napis polski jest kopią zniszczonego przez Rosjan w 1945.
Plac nigdy nie posiadał specjalnej nazwy. Dopiero 10 września 2010 decyzją Rady Miasta Katowice nazwano go placem Klasztornym.

## Opis
Od strony placu znajduje się boczne wejście do bazyliki mniejszej, główne wejście do klasztoru − tzw. furta oraz zaczynają się chodniki prowadzące na teren Panewnickiej Kalwarii. Od wjazdu z ulicy Panewnickiej prowadzi droga do części zabudowań klasztornych, w których ma swoją siedzibę Wyższe Seminarium Duchowne Braci Mniejszych, Franciszkański Ośrodek Duszpasterstwa Akademickiego (FODA), biblioteka prowincjalna oraz muzeum misyjne.
Na placu znajdują się:
- pomnik św. Jadwigi Śląskiej[3][4]
- głaz upamiętniający przybycie franciszkanów do Panewnik[5]
- dąb papieski, oznaczony nrem 60, posadzony 18 maja 2008[6]
- Krzyż Misyjny z symbolicznym grobem dzieci nienarodzonych i przedwcześnie zmarłych

Plac ogrodzony jest murem klasztornym. Na placu znajdują się miejsca parkingowe.